# Ilex centrochinensis
Ilex centrochinensis là một loài thực vật có hoa trong họ Aquifoliaceae. Loài này được S.Y. Hu mô tả khoa học đầu tiên năm 1949.